# Evil or Divine – Live in New York City
Evil or Divine — Live in New York City — концертный альбом 2005 года хеви-метал-группы Dio, записанный в Нью-Йорке в 2002 году, видеозапись этого концерта была издана на DVD.

## Список композиций
1. «Killing the Dragon» — 5:15
2. «Egypt (The Chains Are On)» / «Children of the Sea» — 8:46
3. «Push» — 4:04
4. Соло на барабане (только DVD) — 4:36
5. «Stand Up and Shout» — 4:03
6. «Rock & Roll» — 5:58
7. «Don’t Talk to Strangers» — 6:38
8. «Man on the Silver Mountain» — 3:07
9. Соло на гитаре — 8:51
10. «Long Live Rock and Roll» — 5:02
11. «Lord of the Last Day» (только DVD) — 4:25
12. «Fever Dreams» — 4:38
13. «Holy Diver» — 5:25
14. «Heaven and Hell» — 7:12
15. «The Last in Line» — 8:40
16. «Rainbow in the Dark» — 6:01
17. «We Rock» — 6:10

## Участники записи
- Ронни Джеймс Дио — вокал
- Даг Олдрич — соло-гитара
- Джимми Бэйн — бас-гитара
- Скотт Уоррен — клавишные
- Саймон Райт — ударные